# Florence and the Machine
Florence and The Machine (cách điệu thành Florence + The Machine) là một ban nhạc indie rock đến từ Liên hiệp Anh, gồm sự kết hợp từ các nghệ sĩ: Florence Welch, Isabella "Machine" Summers và một số nghệ sĩ khác đảm nhận âm thanh nền. Âm nhạc của ban nhạc được khen ngợi từ các phương tiện truyền thông, đặc biệt là từ BBC trước khi họ đạt được những thành công bước đầu. Cụ thể, BBC đã góp phần quan trọng trong việc đưa ban nhạc đến với công chúng qua chương trình BBC Introducing.
Album đầu tay của nhóm, Lungs (2009) chiếm vị trí thứ hai trong năm tuần đầu tiên trên UK Albums Chart. Vào ngày 17 tháng 1 năm 2010, album đạt vị trí thứ nhất sau khi xuất hiện trên bảng xếp hạng trong 28 tuần liên tiếp. Tính đến tháng 10 năm 2010, album đã lọt vào top 40 ở Vương quốc Anh trong 65 tuần liên tiếp, trở thành một trong những album bán chạy nhất của năm 2009 và 2010. Album phòng thu thứ hai Ceremonials (2011) đứng vị trí thứ nhất tại Anh và thứ 6 ở Mỹ.
Các sản phẩm âm nhạc của Florence and The Machine được mô tả như sự kết hợp của nhiều thể loại khác nhau, chủ yếu là rock và soul. Lungs đoạt giải thưởng "MasterCard British Album" tại lễ trao giải BRIT 2010. Tại lễ trao giải Grammy lần thứ 53, Florence and the Machine được đề cử cho "Nghệ sĩ mới xuất sắc nhất". Ngoài ra, ban nhạc còn biểu diễn tại lễ trao giải MTV Video Music Awards năm 2010.

## Lịch sử

### 2007–08: Những năm đầu thành lập
Cái tên Florence and the Machine là sự phối hợp lúc thiếu thời của Florence Welch và Isabella "Machine" Summers. Welch và Summers biểu diễn cùng nhau một thời gian dưới cái tên Florence Robot / Isa Machine. Theo Florence, "Florence and the Machine bắt đầu như một trò đùa quá lố. Tôi tạo ra âm nhạc với bạn của tôi, người mà chúng tôi gọi là Isabella "Machine" và tôi là Florence "Robot". Khoảng một giờ trước buổi biểu diễn đầu tiên của tôi, chúng tôi vẫn không có một cái tên, vì vậy tôi nghĩ rằng 'được rồi, tên của chúng ta sẽ là Florence Robot / Isa Machine, trước khi tôi nhận ra cái tên đó quá dài dòng và nó làm tôi phát điên! "
Ngoài Isabella Summers (bàn phím và hát đệm), các thành viên ban nhạc hiện nay là: Robert Ackroyd (guitar và hát đệm), Chris Hayden (trống, bộ gõ và giọng hát sao lưu), Mark Saunders (guitar bass và hát đệm) và Tom Monger (đàn hạc). Florence Welch đã ca ngợi "chiếc máy" về quá trình sáng tạo của mình, cô nói, "Tôi đã làm việc với hầu hết trong số họ một thời gian dài và họ biết phong cách của tôi, biết cách tôi viết, họ biết đó! Những gì tôi muốn ".
Năm 2007, Welch gia nhập với một ban nhạc có tên Ashok và phát hành một album mang tên Plans với hãng thu âm Filthy Lucre/About Records. Album này bao gồm phiên bản demo của bài hát "Kiss With A Fist", mà vào thời điểm này có tựa đề "Happy Slap". Cô đã ký hợp đồng tham gia Ashok với một người quản lý, nhưng cảm giác rằng cô "ở trong một ban nhạc sai lầm", cô từ bỏ ban nhạc này và hủy bỏ hợp đồng. Florence and the Machine sau này được quản lý bởi Mairead Nash (một thành viên từ bộ đôi DJ Queens của Noize), cô Nash quyết định quản lý cho ban nhạc khi Welch say rượu và vào nhà vệ sinh tại câu lạc bộ cùng Nash và tại đó, Florence đã hát "Something's Got a Hold on Me" của nữ ca sĩ da màu Etta James.

### 2008-10: Lungs

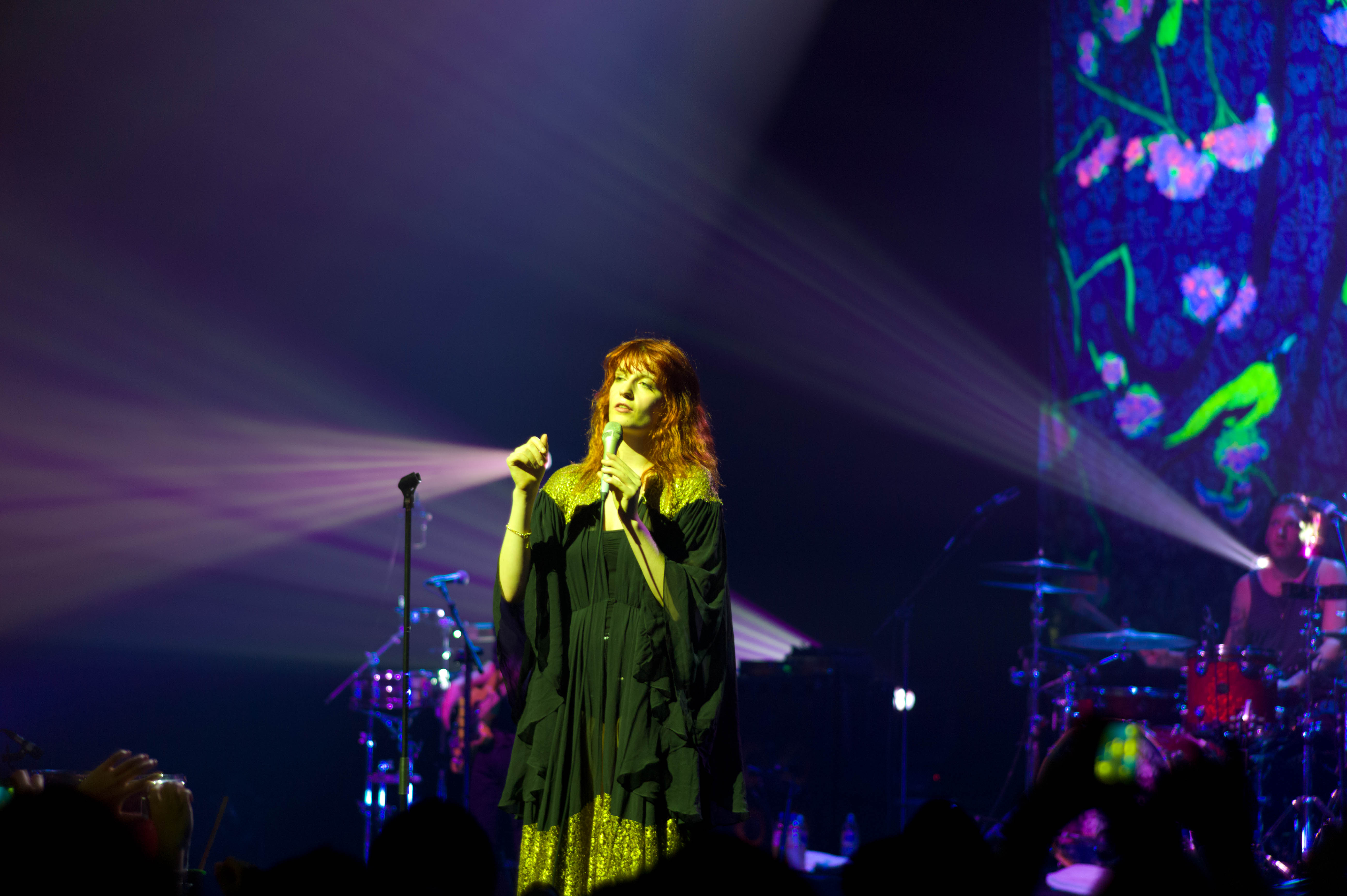
Welch trình diễn tại Singapore năm 2010

Florence and the Machine phát hành album đầu tay Lungs tại Vương quốc Anh vào ngày 06 tháng 7 năm 2009. Album được sản xuất bởi James Ford, Paul Epworth, Steve Mackey và Charlie Hugall. Phần lớn các bài hát trong album được viết dựa trên sự chia tay tạm thời với bạn trai cũ của Welch. Welch nói: "Anh ấy không thích tôi nói về chuyện đó. Thật buồn cười khi hát về điều đó". Album được chính thức ra mắt tại Ballroom Rivoli, Brockley, Đông Nam London. Album đạt vị trí số một tại Anh và số hai tại Ireland. Tính đến ngày 6 tháng 8 năm 2009, album đã bán được hơn 100.000 bản tại Anh và vào ngày 10 tháng 8 nó đã trụ tại vị trí thứ hai trong năm tuần liên tiếp. Sau ngày 25 tháng 7 năm 2009, với số lượt tải về tại Hoa Kỳ, album đứng vị trí số mười bảy trên bảng xếp hạng Billboard Heatseekers Albums, cuối cùng đạt vị trí số một. Album được phát hành dưới dạng CD tại Mỹ vào ngày 20 Tháng 10 bởi hãng Universal Republic.
Đĩa đơn "Kiss With A Fist" được phát hành vào ngày 09 tháng sáu 2008. Ca khúc đã được đặt làm nhạc nền cho bộ phim Wild Child, Jennifer's Body, St Trinian's 2: The Legend of Fritton's Gold, cũng như trong các bộ phim truyền hình 90210, Community và Saving Grace. Đĩa đơn "Dog Days Are Over", phát hành vào ngày 01 Tháng Mười Hai năm 2008, đã được ghi lại trong một studio "kích thước của một buồng vệ sinh". Bài hát được sử dụng trong loạt phim truyền hình Mỹ: Gossip Girl, Covert Affairs, trong loạt phim truyền hình của Anh Quốc: Skins, và trong trailer cho bộ phim hài- điện ảnh năm 2010: Eat Pray Love với diễn viên Julia Roberts. " Dog Days Are Over "cũng xuất hiện trong 1 tập phim Glee, dưới sự trình bày của Jenna Ushkowitz và Amber Riley." Rabbit Heart (Raise It Up) "được phát hành vào ngày 22 tháng 6 năm 2009 và là đĩa đơn thứ ba từ album. Một phần nhỏ từ giai điệu và lời của bài hát: "How quickly the glamour fades", đã được sử dụng trong bài hát "House Jam" của ban nhạc đến từ New York: Gang Gang Dance năm 2008. Thành viên của nhóm Gang Gang Dance nhận thấy điều này và có sự trình bày lên nhãn đĩa của Florence + The Machine. Island Records công nhận sự vi phạm này và đồng ý trả Gang Gang Dance một phần tiền bản quyền của bài hát. Welch đồng ý rằng cô ấy đã sai lầm và cho biết ý của cô là tỏ sự tôn trọng.
Sau khi phát hành Lungs, "Drumming Song" và bản cover bài hát "You've Got The Love" của The Source và Candi Staton đã được phát hành như những đĩa đơn mở đầu cho album, bài hát "You've Got The Love" sau đó cũng được mashup lại với tiêu đề "You Got The Dirtee Love" giữa Welch và rapper người Anh Dizzee Rascal. Hai người trình diễn phiên bản mashup này cùng nhau tại lễ trao giải BRIT Award 2010 vào ngày 16 tháng 2 năm 2010 và bản thu âm sau đó đã được phát hành như một đĩa đơn vào ngày hôm sau.
Vào ngày 05 tháng 1 năm 2010, bản thu "Hurricane Drunk" đã được phát hành như đĩa đơn tiếp theo từ album. Tuy nhiên, vào ngày 3 tháng Ba, bản tái phát hành của "Dog Days Are Over" đã được công bố trên website của ban nhạc. Nó được phát hành dưới dạng kỹ thuật số ngày 11 tháng 4 năm 2010 và trên 7 "vinyl ngày hôm sau, cùng một đoạn video âm nhạc hoàn toàn mới. " Cosmic Love " được phát hành vào ngày 05 tháng 7 năm 2010 là đĩa đơn thứ sáu và cũng là đĩa đơn cuối cùng từ Lungs, cùng một video âm nhạc. Bài hát đã được xuất hiện trong một số chương trình truyền hình Mỹ, trong đó có Grey' Anatomy, The Vampire Diaries, V, Nikita và So You Think You Can Dance. Ban nhạc cũng là khách mời trong tập phim Gossip Girl ngày 07 tháng 2 năm 2011, có tiêu đề "Panic Rommate", ban nhạc biểu diễn bài hát của "Cosmic Love". Ngày 12 tháng 5 năm 2010, Florence + The Machine có thể ra mắt một ca khúc là "Heavy In your Arms" cho nhạc nền cho The Twilight Saga: Eclipse, phần thứ ba của The Twilight Saga: Eclipse đã được trình chiếu tại các rạp chiếu vào ngày 30 tháng 6 năm 2010, với ca khúc "Heavy In Your Arms " được chơi trong phần kết thúc. Video âm nhạc của bài hát ra mắt sau ngày 07 Tháng Bảy 2010. Một bản remix độc quyền của ca khúc " I'm Not Calling You A Liar" được đặt làm nhạc nền cho trò chơi Dragon Age II và được đặt tên là: " I'm Not Calling You A Liar (Dragon Age II: Varric of Theme) ", được sản xuất bởi nhà soạn nhạc Inon Zur.

### 2011-13: Ceremonials

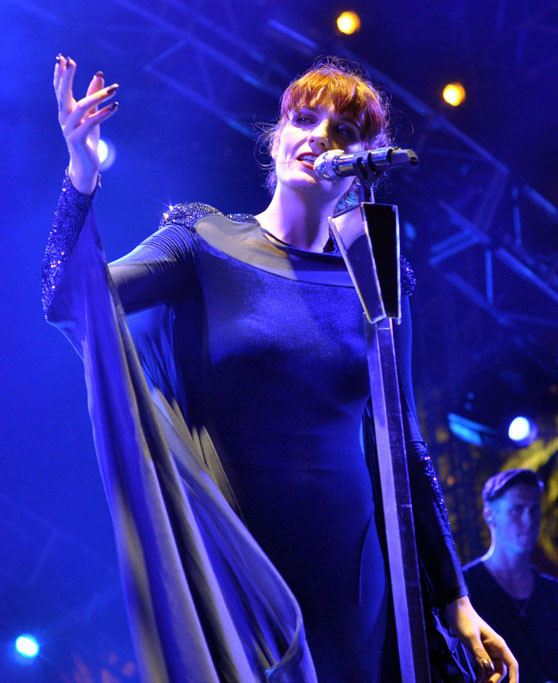
Florence and the Machine trình diễn tại Coachella 2012

Ban đầu, Welch xem xét đề nghị từ các hãng thu âm của ban nhạc để thu âm album thứ hai của họ tại Hoa Kỳ và làm việc với các nhạc sĩ và nhà sản xuất ở Los Angeles, nhưng cuối cùng họ lại quyết định thu âm album tại Anh. Phiên bản demo đầu tiên xuất hiện vào tháng 1 năm 2010 với Welch và Paul Epworth tại một phòng thu nhỏ ở London. Nhiều nhà sản xuất bày tỏ sự quan tâm đến việc làm album nhưng Welch đã từ chối bởi vì cô muốn Ceremonials là một album tốt hơn của Lungs với một chất liệu âm nhạc "more dark, more heavy, bigger drum sounds, bigger bass, but with more of a whole sound". Đối với thời gian còn lại trong năm, ban nhạc tập trung vào tour diễn tại Hoa Kỳ, nơi album Lungs đã trở nên phổ biến. Phần lớn các văn bản cho album đã được thực hiện từ tháng Giêng đến tháng 4 năm 2011, với công việc thu âm diễn ra trong tháng Tư tại Abbey Road Studios. Buổi ghi âm cuối cùng diễn ra trong vòng 1 ngày tại studio của Epworth. Epworth đã đồng đã viết bảy bài hát. Một số nhạc sĩ Anh cũng cùng hợp tác trong album như: Summers, Kid Harpoon, James Ford và nhà soạn nhạc Ví dụ trắng.
Trong tháng 2 năm 2011, Florence and the Machine đã được đề cử cho Nghệ sĩ mới xuất sắc nhất tại lễ trao giải Grammy lần thứ 53. Trong tháng 6 năm 2011 một bản cover của ca khúc cổ điển "Not Fade Away" của Buddy Holly được ra mắt, Florence + the Machine thu âm bản cover này cho album tưởng nhớ: Rave On Buddy Holly trùng với dịp 75 năm sinh nhật của Holly, đồng thời họ trình diễn đĩa đơn mở đầu cho album "Ceremonials": What The Water Gave Me tại Nhà hát Hy Lạp ở Berkeley, California. Trong tháng 8 năm 2011, đĩa đơn "What The Water Gave Me " được phát hành trên iTunes cùng với một video đi kèm trên trang web của ban nhạc và kênh YouTube của họ. Video đã thu hút 1,5 triệu lượt xem trên YouTube trong hai ngày và được chơi trên các đài phát thanh tại Mỹ với sự hỗ trợ mạnh mẽ từ đài phát thanh KROQ tại Los Angeles. Đĩa đơn "Shake It Out" đã được phát hành trên Internet trong tháng 9 năm 2011, với tiêu chuẩn phát hành ngày 11 Tháng Mười. Ở Úc, bài hát được chơi tại Triple J và các mạng vô tuyến Nova và nhận được làn sóng ủng hộ mạnh mẽ tại Scandinavia, Italy và Canada.
Album phòng thu thứ hai của ban nhạc, Ceremonials, được phát hành vào ngày 31 tháng 10 năm 2011. Đứng vị trí số một trên bảng xếp hạng album Anh và thứ sáu trên bảng xếp hạng US Billboard 200. Vào ngày 12 tháng 1 năm 2012, Florence + the Machine đã được đề cử cho hai giải Brit Award, lễ trao giải diễn ra vào ngày 21 tháng 2 năm 2012 tại O2 Arena, London. Ngày 26 tháng 4 năm 2012, ban nhạc phát hành ca khúc "Breath Of Life", là bài hát chủ đề chính thức cho bộ phim Snow White and the Huntsman. Vào ngày 05 Tháng Bảy năm 2012, bản remix của "Spectrum (Say My Name)" của DJ người Scotland Calvin Harris đã được phát hành như là đĩa đơn thứ tư từ Ceremonials, trở thành ban nhạc đầu tiên của Vương quốc Anh có ca khúc đứng vị trí thứ nhất. Welch đã bày tỏ sự phấn khích về việc đưa ra ý tưởng cho một album thứ ba sau khi ban nhạc kết thúc chuyến lưu diễn Ceremonials Tour vào cuối tháng 9 năm 2012. Welch hợp tác lần thứ hai với Calvin Harris với bài hát "Sweet Nothing", phát hành vào ngày 12 tháng 10 năm 2012 như một đĩa đơn từ album của Harris "18 Months". Bài hát đứng vị trí số một trên bảng xếp hạng UK Singles, trở thành đĩa đơn hợp tác thứ hai của họ đứng số một.
Vào cuối tháng 8 năm 2012, Welch nói với tạp chí US rằng cô có kế hoạch dành mười hai tháng nghỉ ngơi trước khi bắt đầu làm việc với album tiếp theo của ban nhạc, cô nói: "Tôi có hẳn một năm để nghỉ ngơi và không có kế hoạch gì cả. Hãng thu âm không hề đặt áp lực lên tôi về album tiếp theo. Họ đã nói rằng tôi có thể, miễn là tôi muốn ". Vào giữa năm 2012 có thông báo rằng Universal Republic Records sẽ không còn hoạt động, họ dịch chuyển tất cả các nghệ sĩ trong hãng bao gồm Florence + the Machine sang Republic Records để hãng đĩa tự phục hồi. Trong tháng 12 năm 2012, Florence and the Machine đã được đề cử cho hạng mục Best Pop Vocal Album cho Ceremonials và Best Pop Duo/Group Performance cho "Shake It Out" tại lễ trao giải Grammy 2013. Trên 04 tháng 4 năm 2013, có thông báo rằng Florence + the Machine đã viết một bài hát cho bộ phim của Baz Luhrmann: The Great Gatsby, có tiêu đề "Over The Love", đã được phát hành vào ngày 17 tháng 4 năm 2013 trên Soundcloud.